# Vidiškės
Vidiškės è una città del distretto di Ignalina della contea di Utena, nell'est della Lituania. Secondo un censimento del 2011, la popolazione ammonta a 931 abitanti.
Costituisce il centro principale dell’omonima seniūnija.

## Storia
L’insediamento ospita una chiesa costruita nel 1906: il municipio di Vidiškės risale addirittura al XVII secolo e i 6 edifici che lo compongono sono stati variamente ristrutturati negli anni. La città si affaccia su due laghi, Varnio e Vidiškės nei pressi di un grande parco. Ospita inoltre una scuola superiore, una biblioteca e un ufficio postale storico di grandi dimensioni.
Come l’intero distretto, non dista molti chilometri dalla frontiera bielorussa e dalla Lettonia.
Vidiškės ha dato i natali ad Algimantas Šalna (1959), biatleta lituano campione olimpico.

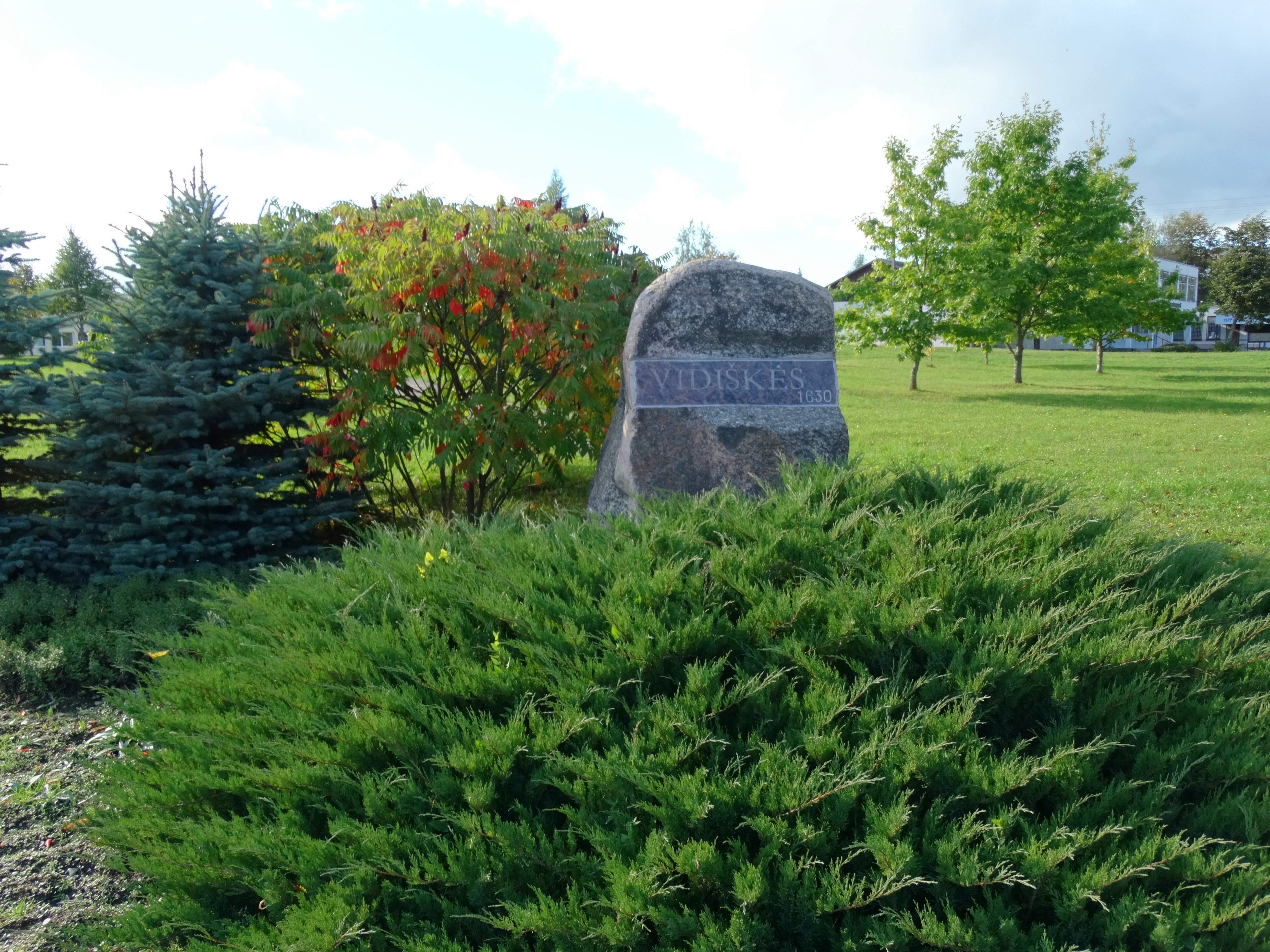
Lapide all’ingresso del centro abitato